# Atomisme bouddhique
 (mars 2023).
L'atomisme bouddhiste est une école de philosophie bouddhiste atomistique qui a prospéré sur le sous-continent indien au cours de deux grandes périodes.
Au cours de la première phase, qui a commencé à se développer avant le VIe siècle de notre ère, l'atomisme bouddhiste reposait sur une théorie atomique très qualitative de style aristotélicien. Cette forme d'atomisme identifie quatre types d'atomes, correspondant aux éléments standard. Chacun de ces éléments possède une propriété spécifique, telle que la solidité ou le mouvement, et remplit une fonction spécifique dans les mélanges, par exemple en fournissant un soutien ou en provoquant la croissance.
Comme les hindous et les jaïns, les bouddhistes ont su intégrer une théorie de l'atomisme à leurs présupposés logiques.

## Ancien bouddhisme canonique
L’ancien bouddhisme canonique ne rend pas compte de l’atomisme dans ses travaux. Des quatre écoles bouddhistes canoniques, seules le Vaibhāṣika et le Sautrāntika admettent dans leur philosophie l’existence des atomes. Ils considèrent la matière comme l’union de quatre substrats : la couleur, le goût, l’odeur et le toucher. Et les atomes sont l’unité la plus petite du rūpa, qui est ce qui a la capacité de stimuler les organes sensoriels.
Pour ces écoles, les atomes ne peuvent être ni divisés, ni analysés, ni vus, ni entendus, ni touchés, et ne peuvent être soumis à l’épreuve de l’expérience directe. Il y a deux types d’atomes, les simples (dravyaparamanu) et les composés (samghataparamanu). La matière est considérée de différentes manières, mais en général elle est vue comme un agglomérat d’atomes indépendants, comme un nuage constitué d’un atome central et d’autres atomes l’entourant. Cet agglomérat ne présente pas de trous et les atomes ne peuvent pas s’interpénétrer.
Selon ces écoles, un agrégat est défini par huit atomes : quatre atomes fondamentaux et quatre secondaires. Les quatre fondamentaux sont : terre (solide), eau (liquide), feu (chaud) et air (mouvement). Les atomes secondaires sont : la couleur, l’odeur, le goût et le toucher (dans ce système les qualités sont aussi de nature atomique). Chaque atome secondaire a besoin de quatre atomes fondamentaux pour le supporter, aussi l’agrégat consiste-t-il en 20 atomes (4 fondamentaux +  4 composés x 4 fondamentaux). Seulement, cela n’est valide qu’à condition que le corps en question ne produise pas de son, mais s’il en produit, l’agrégat aura alors 25 atomes. Il semblerait aussi que les bouddhistes de ces deux écoles voient les organes sensoriels comme des modificateurs de la matière atomique.
Ces deux écoles ne parlent pas d’atomes comme de particules de quelque substance en particulier, ils les pensent plutôt comme force ou énergie. Par exemple, les atomes terrestres sont liés à la force de répulsion, les atomes aqueux sont liés à la force du mouvement (cinétique ?). Dans les considérations bouddhistes, toutes les forces sont présentes dans toutes les choses dans les mêmes proportions. Les différents types de corps sont perçus grâce à la variation d’intensité du contenu en force ou énergie des différents états, même si les proportions entre les différentes qualités restent égales.
La vision bouddhiste des atomes comme des forces dynamiques est en harmonie avec la doctrine de l’éphémère, qui affirme explicitement que toutes les choses changent et que tout a une fin. La permanence, ou existence stable des objets perçus de forme ordinaire, est une fonction de notre processus de pensée. Tous les objets ont une existence momentanée, c’est-à-dire que tous les objets disparaissent aussitôt qu’ils sont apparus.

## En Inde
La philosophie Vaisheshika, dont Kanada (probablement vers 600 av. J.-C) est le fondateur, contient une théorie atomique. Son traité, les Vaisheshika Sutra, date des premiers siècles de notre ère.
L’atomisme en Inde s’est développé à travers plusieurs écoles bouddhistes et hindouistes, chacune caractérisée par ses propres théories philosophiques. L’atomisme, malgré la diversité des différentes perspectives auxquelles il a pu donner lieu, avait comme objectif de rendre compte de l’unité fondamentale qui constitue le monde que nous percevons à travers les sens, cette unité étant l’atome. Le terme sanskrit qui désigne cette particule est aṇu ou paramaṇu.
Les diverses écoles qui parlent d’atomes ont diverses conceptions de ceux-ci mais elles se rejoignent en ce que les atomes ne sont pas directement observables, même à travers des instruments : leur existence est certes déduite à partir de l’expérience, mais comme résultat d’un raisonnement spéculatif qui s’appuie sur celle-ci et supplée à ses limites.

### École Nyâya-Vaiśeṣika
Pour le Nyâya-Vaiśeṣika, il existe cinq substances matérielles de base : l’eau, l’air, le feu, la terre et l’éther (Ākāśa). Ces substances peuvent avoir plusieurs qualités mais elles en possèdent une en particulier qui les caractérise chacune et qui les rend uniques. Pour cette école, chacun des cinq sens est constitué par rapport à la capacité de reconnaître les cinq éléments.
La terre possède les qualités de couleur, goût, odeur et toucher ; l’eau possède les qualités de couleur, goût et toucher ainsi que la viscosité et la fluidité ; le feu possède les qualités de couleur et toucher ; l’air possède la qualité du toucher malgré son invisibilité ; l’éther n’a pas de qualités perceptibles mais il doit être une substance car c’est à travers l’espace que les vibrations du son voyagent vers l’oreille (Vaiśeṣika sutra II.1.1-11).
Dans cette école, il est considéré que toute la matière est faite d’atomes. Ceux-ci sont indestructibles, c’est-à-dire qu’ils sont éternels, indivisibles et n’ont pas de taille. Tous les atomes sont pensés comme étant sphériques ; ils ne se distinguent alors pas par leur forme, mais par leurs qualités (couleur, goût…).
Les atomes étant toujours en mouvement, ils ont une probabilité élevée de rencontrer un autre atome du même type (c’est-à-dire de la même substance, ex. l’eau) et de s’unir. Cette union prend place en présence d’atomes d’autres types qui jouent un rôle de support (catalyseurs). Deux atomes de substances différentes ne peuvent pas se combiner.
Deux atomes de la même substance s’unissent donc et forment une dyade, aussi invisible que les atomes eux-mêmes. Ensuite, trois dyades peuvent s’unir pour former une triade[réf. nécessaire]. Les triades peuvent être formées par des substances différentes (des dyades d’éléments différents peuvent s’unir entre elles), et peuvent, elles, être perçues par les sens. En conséquence, les triades sont les plus petits objets perceptibles concevables. L’exemple le plus connu de triade, donné par cette école, est la particule de poussière visible dans un rayon de soleil.
La « taille » de la triade est due à la présence de plusieurs dyades et non à leur taille individuelle. Le nombre minimal pour constituer la pluralité est donc trois. Plus de trois dyades peuvent aussi se combiner, par exemple quatre dyades s’unissent pour former une tétrade.
Selon le Nyāya - Vaiśeṣika, les atomes ne peuvent pas former directement (sans passer par les dyades) des triades ou des tétrades parce que les objets qui ont une magnitude doivent être formés par quelque chose qui est aussi un produit. Comme les atomes sont éternels, s’ils s’unissaient directement en triades celles-ci seraient éternelles à leur tour, mais l’expérience nous montre que les objets observables ne sont ni éternels ni indestructibles. Alors, le rôle que jouent les atomes est à situer dans la production de dyades : quand deux atomes sont combinés ils se « consacrent » à leur fonction de cause matérielle des dyades, et perdent donc leurs autres caractéristiques, comme l’éternité.
École Jaina
Dans le système philosophique de Jaina, le monde n’est pas simplement un objet soumis au changement. Pour cette école, le monde n’a ni début ni fin ; il est composé de deux types d’objets, les vivants et les non-vivants (inertes ?), ces derniers comprenant le dharma, l’ākāśa, le pudgala et le kâla. À l’exception du kâla, ces objets non-vivants sont connus comme astikaya: ils existent et possèdent une extension, c’est-à-dire qu’ils occupent un certain espace.
L’atome est défini comme ce qui ne peut pas être coupé ou divisé. Il est conçu comme la particule la plus subtile, c’est-à-dire, sans parties. Contrairement aux vues de l’école Nyāya - Vaiśeṣika, l’atome n’est pas considéré par l’école Jaina comme déterminé de manière fixe ; au contraire, ses caractéristiques (couleur, goût, odeur et toucher) sont susceptibles de changer au cours du temps. D'autre part, les atomes se trouvent dans la nature à un endroit et à un moment spécifiques : ils sont situés dans l’espace et dans le temps.
Les penseurs de Jaina disent en outre que deux ou plus de deux atomes se combinent pour former un agrégat, appelé skandha(13). Le monde physique est un mahaskandha. Cette philosophie reconnaît une grande variété de skandhas : ces skandhas peuvent présenter une quantité dénombrable d’unités (samhatapradesika), une quantité non-dénombrable d’unités (asamkhyatapradesika), un nombre infini d’unités ou un nombre fini de combinaisons.
Ce qui fait que les atomes se combinent sont leurs caractéristiques inhérentes : la force attractive, la force répulsive et la force attractive-répulsive. Ces forces sont présentes tant dans les atomes que dans leurs agrégats. Dans l’approche atomiste de l’école Jaina, l’union d’atomes est le jeu de forces attractives et répulsives, sans tenir compte de la nature qualitative des atomes qui se combinent, et ceux-ci peuvent alors être ou non du même type.
À la différence de l’école Nyāya - Vaiśeṣika, les atomes de l’école Jaina possèdent tous les caractéristiques de toucher, goût, odeur et couleur et ils sont similaires entre eux, sans différences qualitatives ou quantitatives (s’ils se distinguent entre eux, c’est par les différentes réalisations de chacune des quatre qualités ?), c’est-à-dire qu’il n’y a pas de distinction, par exemple entre atomes de terre ou atomes d’eau. De plus, dans la philosophie Jaina, les atomes sont la matière la plus légère existante.
L’aspect le plus important du point de vue de l’école Jaina par rapport à la matière est qu’elle existe éternellement, à l’inverse de l’école Nyāya - Vaiśeṣika. L’atome n’est pas la marque du commencement de la matière qui se construit à partir de lui, ni de sa désagrégation en éléments de nouveau isolés, mais représente au contraire un moment du processus naturel et n’en est plus un terme privilégié.